# Ґаудія-Вайшнавське богослов'я
Ґаудія-Вайшнавське богослов'я або крішнаїтське богослов'я — богослов'я індуїстської традиції Ґаудія-вайшнавізму. Базою Ґаудія-Вайшнавського богослов'я є «Бгаґавад-Ґіта», «Бгаґавата-пурана», а також такі ведійські писання, як Упанішади.
Усередині індуїзму, кришнаїти належать до богословської традиції Мадгва «Брахма-сампрадаї», — однієї з чотирьох ортодоксальних Вайшнавських сампрадай. Вчення кришнаїтів має ряд особливостей, які дозволили їм виділитися в окрему гілку цієї традиції, «Брахмамадхва-Гауді-сампрадаю», з власним тлумаченням «потрійний основи» веданти — Упанішад, «Бхагавад-гіти» і " Веданта-сутр ". У філософсько-богословському відношенні, Гауді-вайшнавізм — це найбільш пізня самостійна школа теїстичної веданти, завершальна ряд, початок якому поклала заснована Рамануджі школа вішішта-адвайта.
Оформлення крішнаїтського богослов'я було розпочато e XVI століттяі такими послідовниками Чайтан'ї, як Рупа Ґосвамі, Санатана Ґосвамі і Джіва Ґосвамі. Останній з них виступив автором монументальної праці «Шат-сандарбхі», який можна вважати «сумою богослов'я Гауді-вайшнавізму». Формування богословської доктрини Гауді-вайшнавізму завершив у XVIII століття е Баладева Відьябхушана. Це дозволило послідовникам Чайтаньи остаточно визначити свою позицію по відношенню до інших філософсько-релігійних навчань.

## Священні писання
У Гауді-вайшнавізму визнається авторитет всіх основних священних писань індуїзму: Вед, Брахман, араньяки, Упанішад , а також Пуран і індуїстських епосів « Махабхарати» і « Рамаяни». Основна увага кришнаїти приділяють « Бгаґавад-гіті» і « Бгаґавата-пурані», так як в цих писаннях підкреслюється монотеїзм і примат бгакті . «Бхагавата-пурана» шанується кришнаїтами як найважливіша з Пуран, яка являє собою природний коментар до «Веданта-сутра м». З ведійських текстів канону шруті особлива увага приділяється вивченню «Ішопанішад» — однієї з головних теїстичних Упанішад.
З творів авторства найближчих послідовників Чайтан'ї, до основних канонів духовної літератури кришнаїтів належать: агіографії «Чайтан'я-чарітамріта» і «Чайтан'я-Бгаґавата», що описують життя і вчення Чайтан'ї Махапрабгу; «Бгакті-расамріта-сіндгу» — виклад вчення Чайтан'ї, написане одним з його найближчих учнів Рупою Ґосвамі; "Упадешамріта "- інший праця авторства Рупи Ґосвамі.

## Історія
Оформлення крішнаїтського богослов'я було розпочато в XVI століття е такими послідовниками Чайтаньи, як Рупа Госвамі, Санатана Госвамі і Джива Госвамі. Останній з них виступив автором монументальної праці «Шат-сандарбхі», який можна вважати «сумою богослов'я Гауді-вайшнавізму».
Головним священним текстом вайшнавів (кришнаїтів) є «Бгаґавата-пурана», в якій стверджується, що її автор, ведійський мудрець В'яса, вирішив написати її, оскільки був незадоволений тим, що в інших ведійських текстах не було докладно викладено вчення про бгакті. Вьяса також побажав висловити в одній книзі потаємну суть всіх Вед.